# Bristol Belvedere
Il Bristol Type 192 Belvedere era un elicottero medio da trasporto birotore e biturbina prodotto dall'azienda britannica Bristol Aeroplane Company negli anni sessanta.

## Storia

### Progettazione e sviluppo
Il Belvedere è basato sul modello civile Bristol Type 173, inizialmente un 10 posti poi 16, che venne portato in volo per la prima volta il 3 gennaio 1952. Il progetto del Type 173 venne però annullato nel 1956 e la Bristol si impegnò sullo sviluppo dei Type 191 e Type 193 basati su specifiche emesse dalla Royal Navy e dal governo canadese. Nel frattempo la Royal Air Force mostrò interesse verso il progetto e venne creato il Type 192 Belvedere. Il primo prototipo del Type 192, matricola XG447, venne portato in volo per la prima volta il 5 luglio 1958 dotato di pale dei rotori in tandem realizzate in legno, un sistema di controllo manuale ed un carrello d'atterraggio quadriciclo fisso. Dal quinto prototipo sono stati installati rotori quadripala completamente in metallo. Gli strumenti e le apparecchiature di controllo installati sul modello di produzione in serie consentirono al Belvedere di poter effettuare operazioni notturne.
Vennero prodotti 26 esemplari entrati in servizio con la denominazione Belvedere HC Mark 1. I Belvedere vennero originariamente progettati per un uso navale, e furono successivamente adattati per poter trasportare un plotone di 18 soldati completamente attrezzati con una capacità di carico totale di 2 700 kg (6 000 lb). I due rotori adottarono una soluzione tecnica per cui vennero collegati e sincronizzati tramite un albero di trasmissione in modo da consentire l'utilizzo in emergenza anche in presenza di un solo motore funzionante.

### Storia operativa
Il primo prototipo del Belvedere venne inviato alla "Belvedere Trials Unit" presso RAF Odiham, la quale venne successivamente ridenominato 66 Squadron RAF nel 1961. Benché afflitto da problemi di avviamento dei motori rimase comunque operativo e successivamente utilizzato in Europa, Africa, Sud Arabia e nel Borneo. L'XG447 si guastò irreparabilmente il 7 agosto 1966 presso la base MoD Boscombe Down.
Oltre al 66 Squadron, il Belvedere venne assegnato al 72 Squadron nel 1961 ed al 26 Squadron nel 1962 entrambi facenti capo alla base RAF Odiham. Il 26 Squadron venne successivamente trasferito alla base RAF Khormaskar dove venne sciolto nel novembre 1965. Gli elicotteri vennero poi trasferiti tramite la HMS Albion a Singapore aggregati al 66 Squadron fino al suo scioglimento avvenuto nel 1969. Il 72 Squadron mantenne operativi i propri Belvedere fino all'agosto 1964 quando vennero sostituiti con i Westland Wessex.

## Versioni
Type 173 Mk 1
primo prototipo.
Type 173 Mk 2
secondo prototipo.
Type 173 Mk 3
tre ulteriori prototipi.
Type 191
progetto di una versione navalizzata; non realizzato.
Type 192
elicottero da trasporto militare destinato alla Royal Air Force, ridenominato Belvedere HC.Mk 1.

## Utilizzatori

### Civili
Regno Unito
- British European Airways - (Bristol Type 173)

### Militari
Regno Unito
- Royal Air Force
  - No. 26 Squadron RAF
  - No. 66 Squadron RAF
  - No. 72 Squadron RAF

## Esemplari sopravvissuti

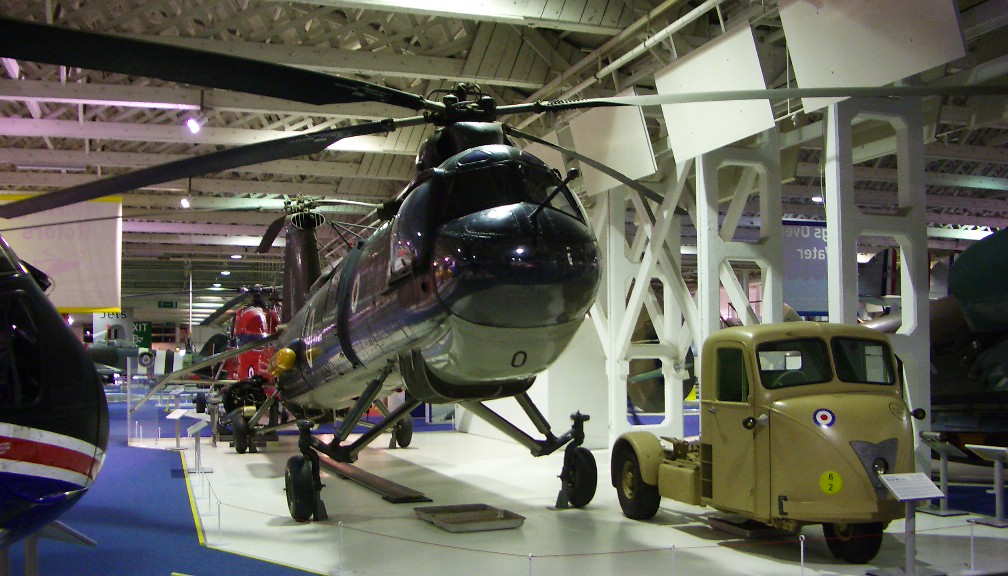
Il Belvedere esposto al RAF Museum, Hendon.

Sono diversi gli esemplari conservati, in esposizione o attualmente in fase di restauro, presso diversi musei aeronautici britannici.

### Type 173
XF785 in esposizione presso la Bristol Aero Collection, Kemble

### Belvedere HC.1
- XG452 sottoposto a restauro presso The Helicopter Museum, Weston-Super-Mare[4]
- XG454 in esposizione presso il Museum of Science and Industry di Manchester[5]
- XG474 in esposizione presso il Royal Air Force Museum, Hendon[6]
- XG462 in esposizione, solo la sezione anteriore, presso il The Helicopter Museum, Weston-Super-Mare[7]

## Modellismo
- Airfix - scala 1/72

### Riviste
- (EN) Mark Lambert, In The Air: No 155 : Westland Belvedere", in Flight International, 8 febbraio 1962,  pp. 211-214.